# 香港特別行政區成立紀念日
香港特別行政區成立紀念日（英語：Hong Kong Special Administrative Region Establishment Day）又被稱為香港回歸紀念日，為每年7月1日，為紀念1997年7月1日香港回歸中華人民共和國以及香港特别行政区成立而設立的紀念日。

## 歷史
在香港特別行政區成立當年（1997年，星期二及三），曾經設有香港特別行政區成立紀念日翌日的假期（7月2日，之後除非7月1日當日是周日（即翌日7月2日是星期一，如2001年、2007年、2012年、2018年等十七年共有三次此假期），否則不會再於當日設置假期。（1997年及以前曾經在6月設有英女王壽辰，並在1997年設有不計農曆新年及復活節+清明節假期外的另一個也是唯一一個例外的連續5天假期，6月28日星期六：英女王壽辰紀念日、6月29日星期日：星期日假期、6月30日星期一：英女王壽辰紀念日翌日、7月1日星期二：香港特別行政區成立紀念日、7月2日星期三：香港特別行政區成立紀念日翌日，同時亦使1997年成為歷來最多假期的年份之一（共20個假期，比正常的17個多3個，也比擁有18個假期的年份—1999年、2015年多2個）
每年7月1日早上7時58分，行政長官會同行政會議成員及各香港特別行政區主要官員都會出席在灣仔金紫荊廣場舉行的升旗儀式，亦會舉行香港特別行政區成立紀念酒會，邀請各界嘉賓出席。中華人民共和國黨和國家領導人有時會在特別行政區成立紀念日前後中華人民共和國正國級領導人視察訪問港澳特區列表到訪香港。
若果香港特別行政區行政長官香港特區政府換屆，產生新任香港特別行政區行政長官香港行政長官，黨和國家領導人則會順道為新任行政長官及問責團隊舉行宣誓和監誓儀式（參見：中共中央總書記視察香港）。當日，政府亦會公布該年的香港授勳及嘉獎制度授勳名單，授勳儀式則於10月舉行。

## 相關活動
紀念日當日，香港政府和社會團體亦會組織多項紀念活動，例如慶祝香港回歸祖國文藝晚會、香港回歸盃足球賽、慶祝回歸嘉年華及香港特別行政區成立周年紀念煙花匯演（每五年一次）、香港巨蛋音樂節（已停辦）等。當日亦會有社會團體組織政治運動，例如泛民主派自2003年起每年發起七一遊行，以爭取民主及雙普選等政治訴求。

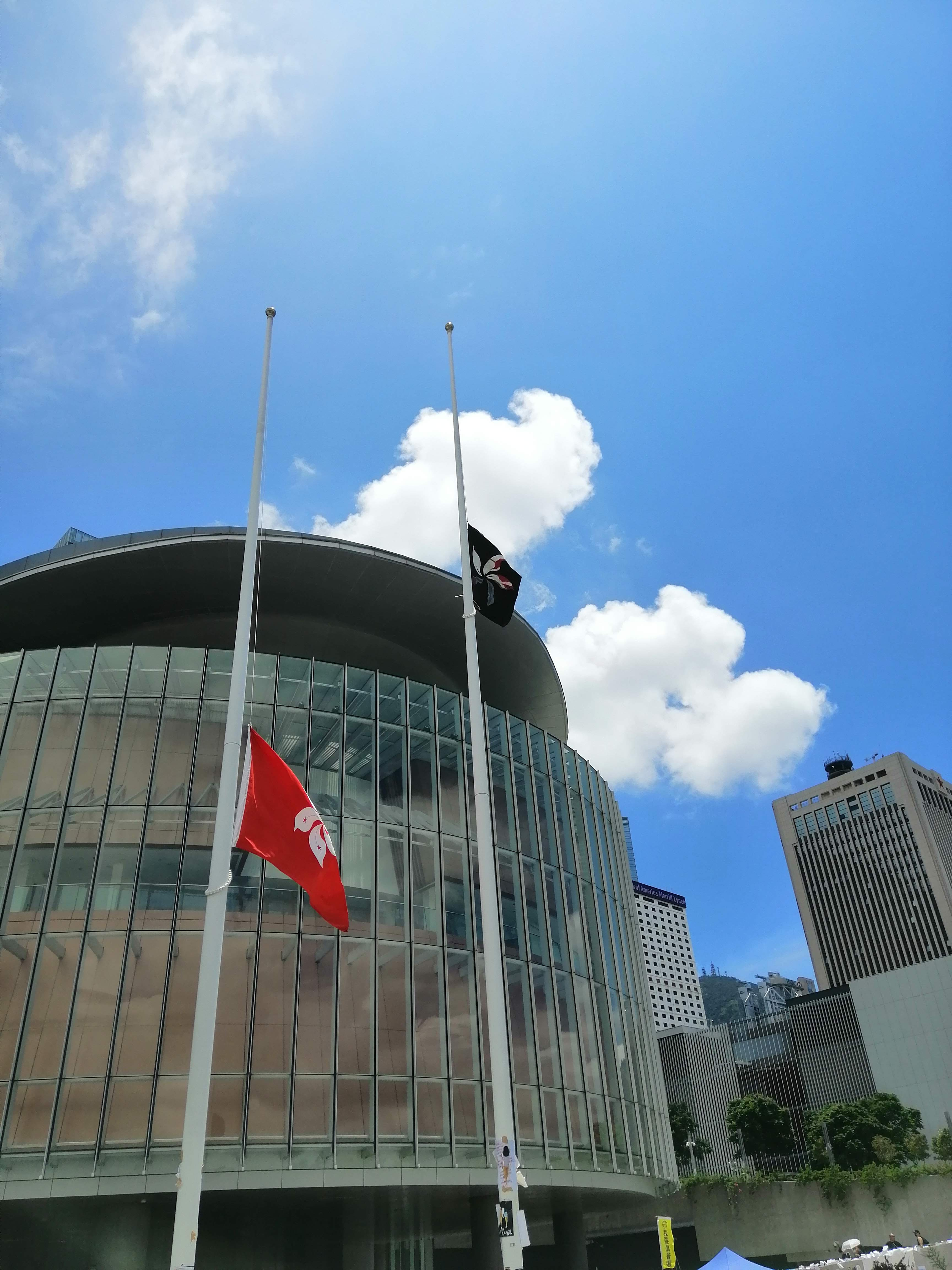
一名示威者於立法會綜合大樓外升上一幅「黑紫荊旗」代替中國國旗。

一些示威人士亦會嘗試阻撓升旗儀式。最嚴重的一次就在2019年香港七一衝突期間，有示威者降下立法會綜合大樓示威區的中華人民共和國國旗，並升上一幅「黑洋紫荊旗」。此事件簡接導致政府於2021年10月8日實施《國旗及國徽（修訂）條例》。

## 主題曲
- 1997年：《東方之珠》

作曲、編曲及填詞羅大佑及鄭國江，為迎接香港回歸，中國歌手那英與香港歌手劉德華共同翻唱了這首歌。
- 2002年：《獅子山下》，由顧嘉煇作曲、編曲黃霑填詞，羅文主唱。 2002年香港經濟低迷時，前財政司司長梁錦松引用《獅子山下》來重新建構一種集體奮鬥精神，將龐雜的文本意義簡化，企圖由上而下形塑一種單一的香港人共同精神 — 「踏實苦幹」(即責任歸於個人努力) 及「同舟共濟」(即社會需要「和諧」)，同時藉此淡化政府政策失誤責任及社會結構等問題。
- 2007年：《始終有你》，又名《香港始終有你》

主唱：劉德華、譚詠麟、古巨基、陳慧琳、李克勤、容祖兒、陳奕迅、Twins、莫華倫、李龍、尹飛燕、郎朗（鋼琴伴奏）以及香港兒童合唱團（童聲伴唱）
作詞：陳少琪
作曲：金培達
監製：金培達、陳少琪。
- 2012年：《難忘時刻》

作詞：劉卓輝, Mr.   作曲：Mr.
主唱：譚詠麟、李克勤、陳奕迅、張敬軒、Mr.、孫耀威、吳雨霏、關楚耀、麥家瑜、Robynn & Kendy、林德信。
- 2017年：《香港我家》

主唱：李克勤、楊千嬅、周柏豪、陳柏宇、鄭欣宜、江海迦、王灝兒、洪卓立、許廷鏗、林欣彤
作詞：向雪懷
作曲：馬敬恆、馮允謙
監製：馬敬恆、馮允謙。
- 2022年：《前》：時任行政長官林鄭月娥宣布，2022年6月初將會在電視上播放慶香港回歸25週年主題曲。由陳少琪作詞及監製、張家誠作曲、編曲及監唱，參與首版演出歌手按名單有伍珂玥、江海迦、呂方、李克勤、李幸倪、吳若希、炎明熹、林峯、林曉峰、胡鴻鈞、容祖兒、草蜢、張傑、梁漢文、陳慧嫻、張靚穎、張學友、曾比特、菊梓喬、楊千嬅、雷有輝、劉德華、衛蘭、蕭凱恩、鍾鎮濤和譚詠麟。